# カルバジェーダ・デ・アビア

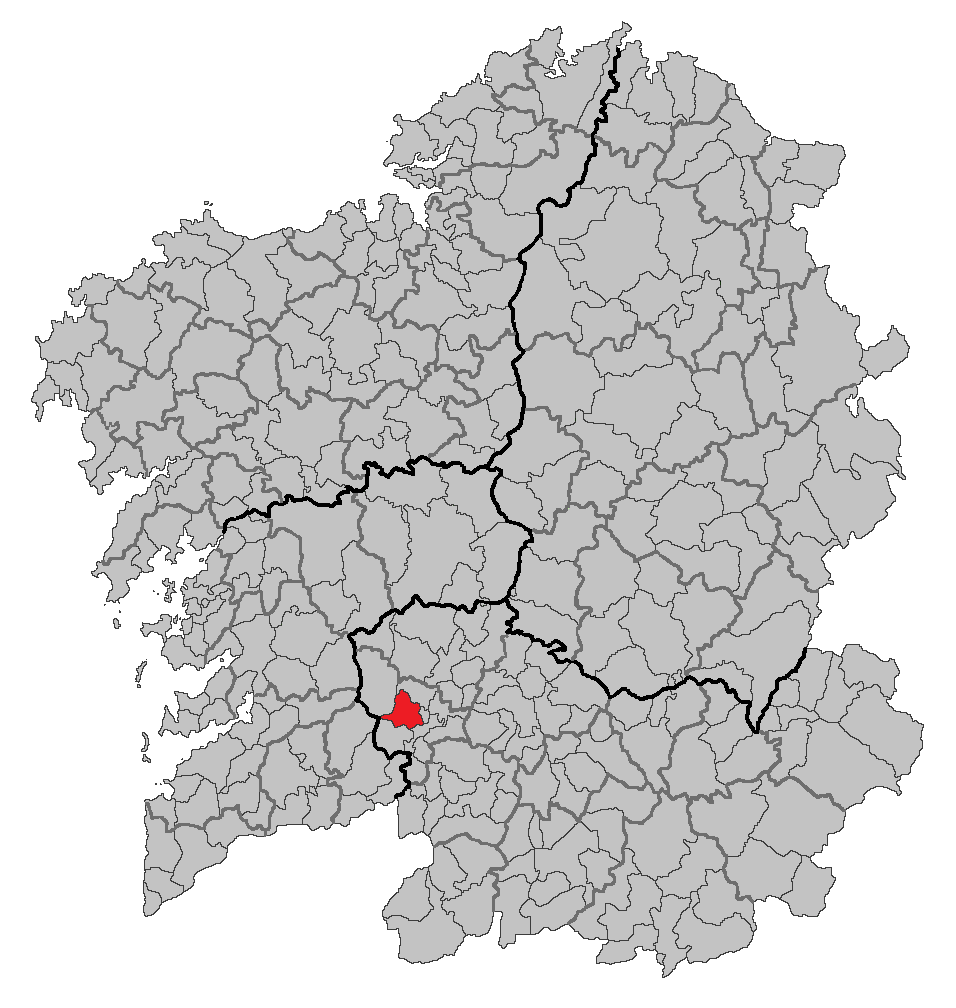

カルバジェーダ・デ・アビア（Carballeda de Avia）は、スペイン、ガリシア州、オウレンセ県の自治体。コマルカ・ド・リベイロに属する。ガリシア統計局によれば、2011年の人口は1,504人（2009年：1,546人、2003年:1,596人）である。
ガリシア語話者の自治体人口に占める割合は全住民の93.85%（2001年）

## 地理
カルバジェーダ・デ・アビアはオウレンセ県の北西部に位置し、コマルカ・ド・リベイロに属する。北はレイロと、東はベアーデと、南はリバダビア、メロンと、西はアビオンの各自治体と隣接する。自治体の中心地区はカルバジェーダ教区のカルバジェーダ・デ・アビア地区。
カルバジェーダ・デ・アビアはリバダビア司法管轄区に属す。

### 人口
住民は8の教区の21の地区（集落）に居住する。
| カルバジェーダ・デ・アビアの人口推移 1900－2010         |
|                                                         |
| 出典:INE（スペイン国立統計局）1900年 - 1991年、1996年 - |

## 政治
自治体首長はガリシア社会党（PSdeG-PSOE）のルイス・ミリア・メンデス（Luís Milia Méndez）、自治体評議員はガリシア社会党：6、ガリシア国民党（PPdeG）：3となっている（2011年の自治体選挙の結果、得票順）。

## 教区
カルバジェーダ・デ・アビアは8つの教区に分けられている。太字は自治体中心地区のある教区。
- アベレンダ・ダス・ペナス（サント・アンドレ）
- バルデ（サン・マルティーニョ）
- ベイロ（サン・ペドロ）
- カルバジェーダ（サン・ミゲル）
- ファラモンタオス（サン・コスメーデ）
- ムイメンタ（サン・シアーオ）
- サント・エステーボ・デ・ノボア（サント・エステーボ）
- ビラール・デ・コンデス（サンタ・マリーア）